# Alissoderus
Alissoderus es un género de escarabajos de la familia Buprestidae.

## Especies
- Alissoderus albiventris (Gory & Laporte, 1839)
- Alissoderus cuprascens (Gory & Laporte, 1839)
- Alissoderus leucogaster (Wiedemann, 1821)
- Alissoderus magnus Kerremans, 1911
- Alissoderus rex Obenberger, 1931
- Alissoderus spectrum (Fahreus, 1851)
- Alissoderus strandi Obenberger, 1931
- Alissoderus superciliosus (Wiedemann, 1821)
- Alissoderus tessellatus Bellamy, 2000
- Alissoderus transvalensis Obenberger, 1931
- Alissoderus vittatus Lansberge, 1886